# 風に紅葉
風に紅葉（かぜにもみじ）は、鎌倉時代末期から室町時代にかけて成立した2巻から成る擬古物語。作者不詳。
題名は物語冒頭部の「風に紅葉の散る時は」の語句に由来する。成立年代は不詳だが、文永8年（1271年）『風葉和歌集』にこの物語中の和歌が収録されていないこと、内容・文章・語彙の特徴などから推察して鎌倉時代末期から室町時代初期にかけて成立したと考えられる。また物語中の和歌と『風雅和歌集』の和歌との間に歌句の類似が見られることから『風雅和歌集』が撰せられた貞和5年（1349年）以降、南北朝時代に成立したと考える説もある。
主人公内大臣と女装の若君を軸に、倒錯的かつ退廃的な恋愛関係を描いた特異な作品である。

## 粗筋
関白左大臣には北の方と長男がいたが、新たに朱雀帝の妹の女一の宮と結婚して1男1女を儲ける。息子は元服後すぐ大将となり朱雀帝の皇女一品宮と結婚、娘は東宮（のちの今上帝）妃として入内し宣耀殿女御となる。夫関白に捨てられた北の方と長男は悲嘆のうちに世を去った。
大将と一品宮との夫婦関係は良好だが、その一方で大将は太政大臣の北の方・前斎宮・梅壷中宮・承香殿女御など年上の貴婦人たちと肉体関係を結ぶ。やがて大将は、病に苦しむ妹宣耀殿女御の加持を依頼するため住吉まで聖を迎えに行く途中で、亡くなった異母兄の忘れ形見である女装の若君に出会い、都に連れ帰ったこの若君と同性愛関係になる。大将の求めに応じて上京した聖は、近い将来に大将の身に大きな災いが起こることを予言して姿を消す。
大将は内大臣に昇進し、宣耀殿女御は皇子を産んで中宮となり、女装の若君は元服して三位中将となり太政大臣の娘と結婚した。内大臣一家は繁栄するが、再び上京した聖は内大臣の身に災禍が起こることを予言し、加持を勧める。勤行に入ることにした内大臣は、妻一品宮の寂しさを思いやって三位中将（もとの女装の若君）に添い寝を依頼する。その結果、一品宮は三位中将に犯されて妊娠し、男子を産んだ後に夫を恨みながら産褥で死ぬ。聖が予言した災禍とは、一品宮の不幸な死を指していたのだった。愛妻一品宮を失った内大臣は悲嘆に沈んで出家を決意するが、その出家の志をまだ果たせないままでいる。